# Rivière Sheldrake (vattendrag i Kanada, lat 50,27, long -64,92)
Rivière Sheldrake är ett vattendrag i Kanada.   Det ligger i provinsen Québec, i den östra delen av landet, 900 km nordost om huvudstaden Ottawa.